# Audax Renovables
A 2000-ben alapított Audax Renovables egy spanyol cégcsoport, amely több mint 396 000 fogyasztót lát el villamos energiával és gázzal Spanyolországban, Portugáliában, Olaszországban, Németországban, Lengyelországban, Hollandiában és Magyarországon, Spanyolországban pedig a KKV-szegmens vezető energetikai szolgáltatója.

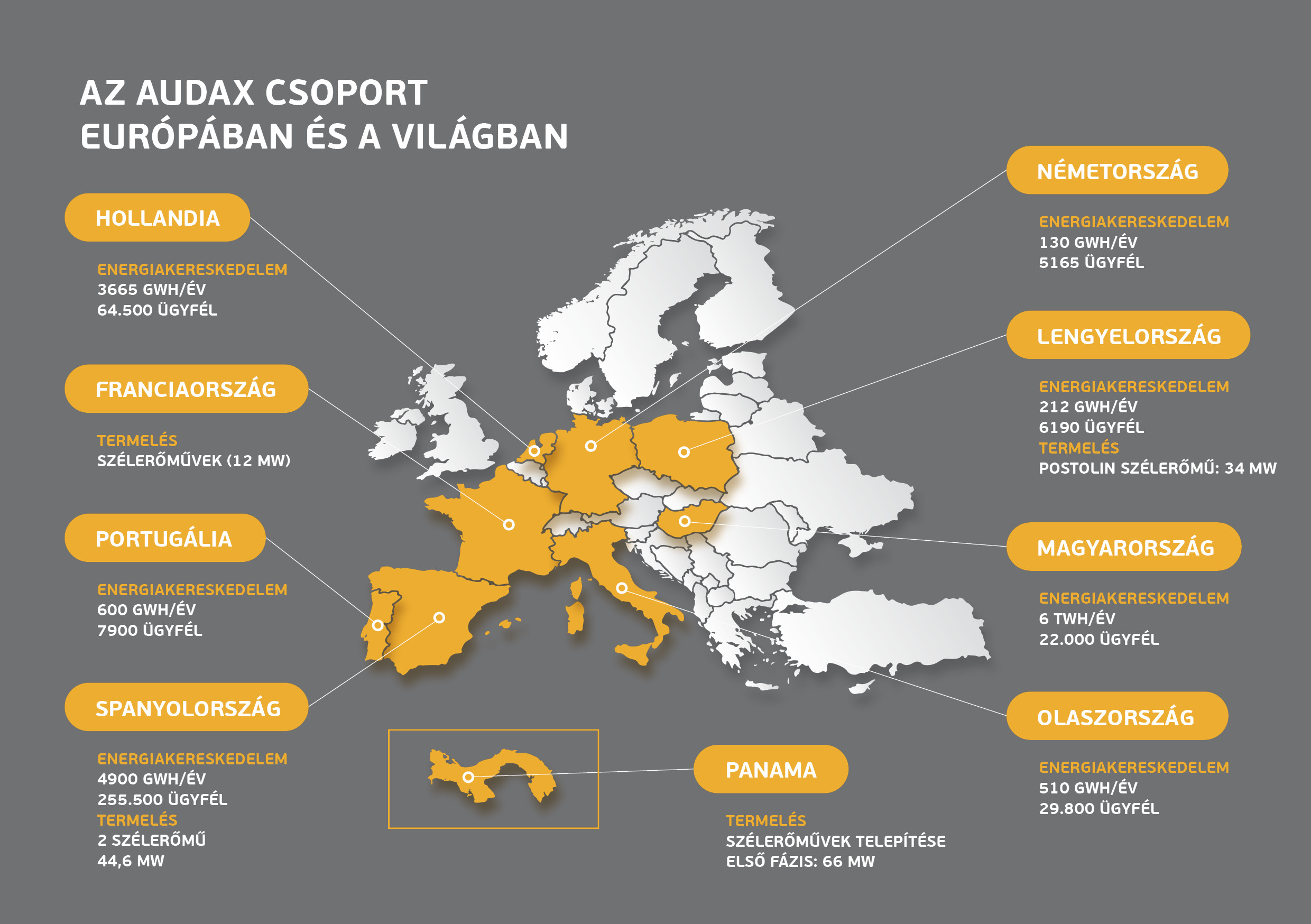
Az Audax csoport Európában és a világban

Az Audax csoport szélerőműveket működtet Spanyolországban, Franciaországban, Lengyelországban és Panamában, Spanyolországban, Portugáliában és Olaszországban pedig különböző fejlesztési szakaszokban lévő fotovoltaikus projekteket indított.

## Audax Renewables Kft.
Az Audax cégcsoport magyarországi tagja az Audax Renewables Kft.